# Метрополітен Каракаса
Метрополітен Каракаса (ісп. Metro de Caracas) — система ліній метрополітену в місті Каракас, Венесуела. В системі використовується стандартна ширина колії, та потяги що живляться від третьої рейки.

## Історія
Проєктування метрополітену в столиці почалося наприкінці 1960-х років, з початку 70-х тривав процес пошуку джерел фінансування. Будівництво метрополітену почалося в серпні 1977 року, початкова ділянка з 6,7 км була відкрита у 1983 році в присутності президента Луїса Ереера Кампінса.

### Хронологія розвитку системи
- 2 січня 1983 — відкриття початкової ділянки Лінії 1 «Propatria»—"La Hoyada", з 8 станцій.
- 27 березня 1983 — розширення Лінії 1 на 6 станцій, ділянка «La Hoyada»—"Chacaíto".
- 4 жовтня 1987 — відкриття початкової ділянки Лінії 2 «La Paz»—"Zoológico" з відгалуженням до «Las Adjuntas», з 9 станцій.
- 23 квітня 1988 — розширення Лінії 1 на 4 станції, ділянка «Chacaíto»—"Los Dos Caminos".
- 6 листопада 1988 — розширення Лінії 2 на 4 станції, ділянка «La Paz»—"El Silencio".
- 10 листопада 1989 — розширення Лінії 1 на 4 станції, ділянка «Los Dos Caminos»—"Palo Verde".
- 18 грудня 1994 —відкриття початкової ділянки Лінії 3 «Plaza Venezuela»—"El Valle", з 5 станцій.
- 19 липня 2006 — відкриття початкової ділянки Лінії 4 — Capuchinos"—"Zona Rental", з 5 станцій.
- 15 жовтня 2006 — розширення Лінії 3 на 1 станцію, ділянка «El Valle»—"La Rinconada" (без трьох проміжних станцій).
- 9 січня 2010 — на діючій ділянці Лінії 3 відкрилися станцій «Los Jardines», «Coche» та «Mercado».
- 3 листопада 2015 — розширення Лінії 4 на 1 станцію «Bello Monte» (в майбутньому початкова ділянка Лінії 5).

## Лінії
| №   | Дата відкриття | Останнє продовження | Кількість станцій | Кінцеві станції                                             | Довжина в км | Кількість підземних станцій |
| --- | -------------- | ------------------- | ----------------- | ----------------------------------------------------------- | ------------ | --------------------------- |
| (1) | 2 січня 1983   | 1989                | 22                | «Propatria»—«Palo Verde»                                    | 20,4         | 20                          |
| (1) | 4 жовтня 1987  | 1988                | 13                | «El Silencio»—«Zoológico» з відгалуженням до «Las Adjuntas» | 17,8         | 9                           |
| (1) | 18 грудня 1994 | 2010                | 9                 | «Plaza Venezuela»—«La Rinconada»                            | 10,4         | 9                           |
| (1) | 19 липня 2006  | 2015                | 5                 | «Capuchinos»—«Bello Monte»                                  | 6,8          | 5                           |

- Ділянка «Zona Rental»—"Bello Monte" відкрилася як продовження Лінії 4, потім на мапах стали позначать як початкову ділянку майбутньої Лінії 5.
- Лінії 2 та 4 працюють як єдина лінія, на ділянці «Capuchinos»—"El Silencio" Лінії 2 використовується човниковий рух.

## Галерея

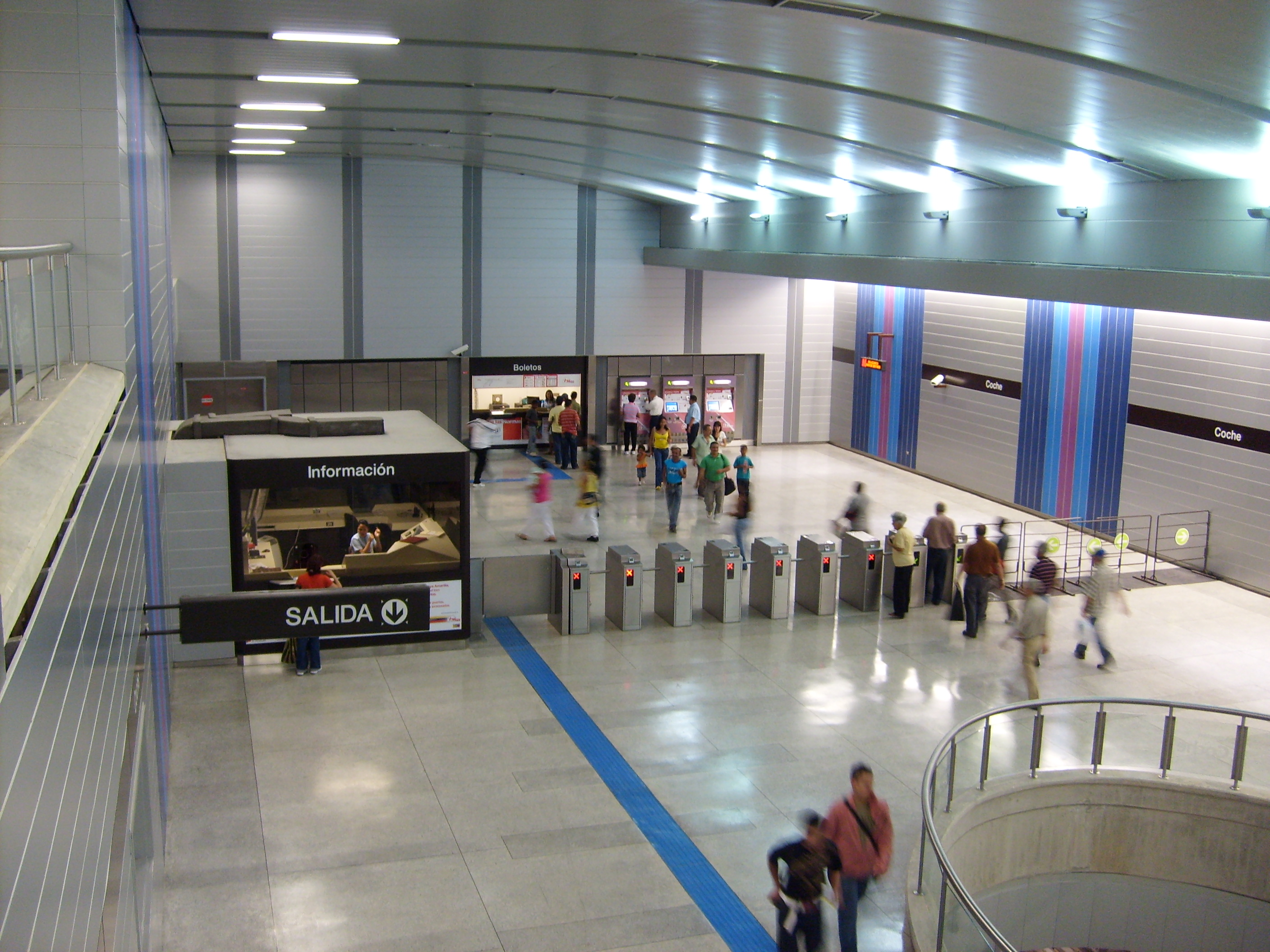
Вестибюль станції «Coche»
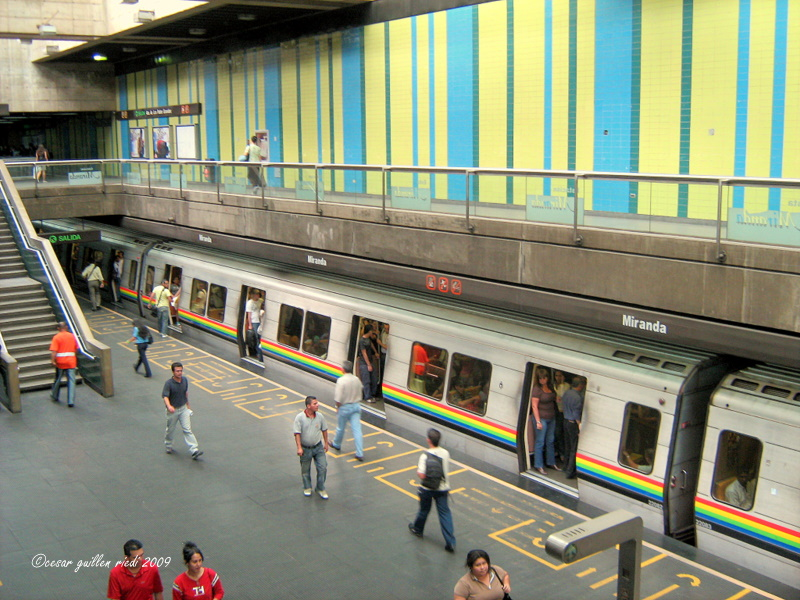
Станція «Miranda»
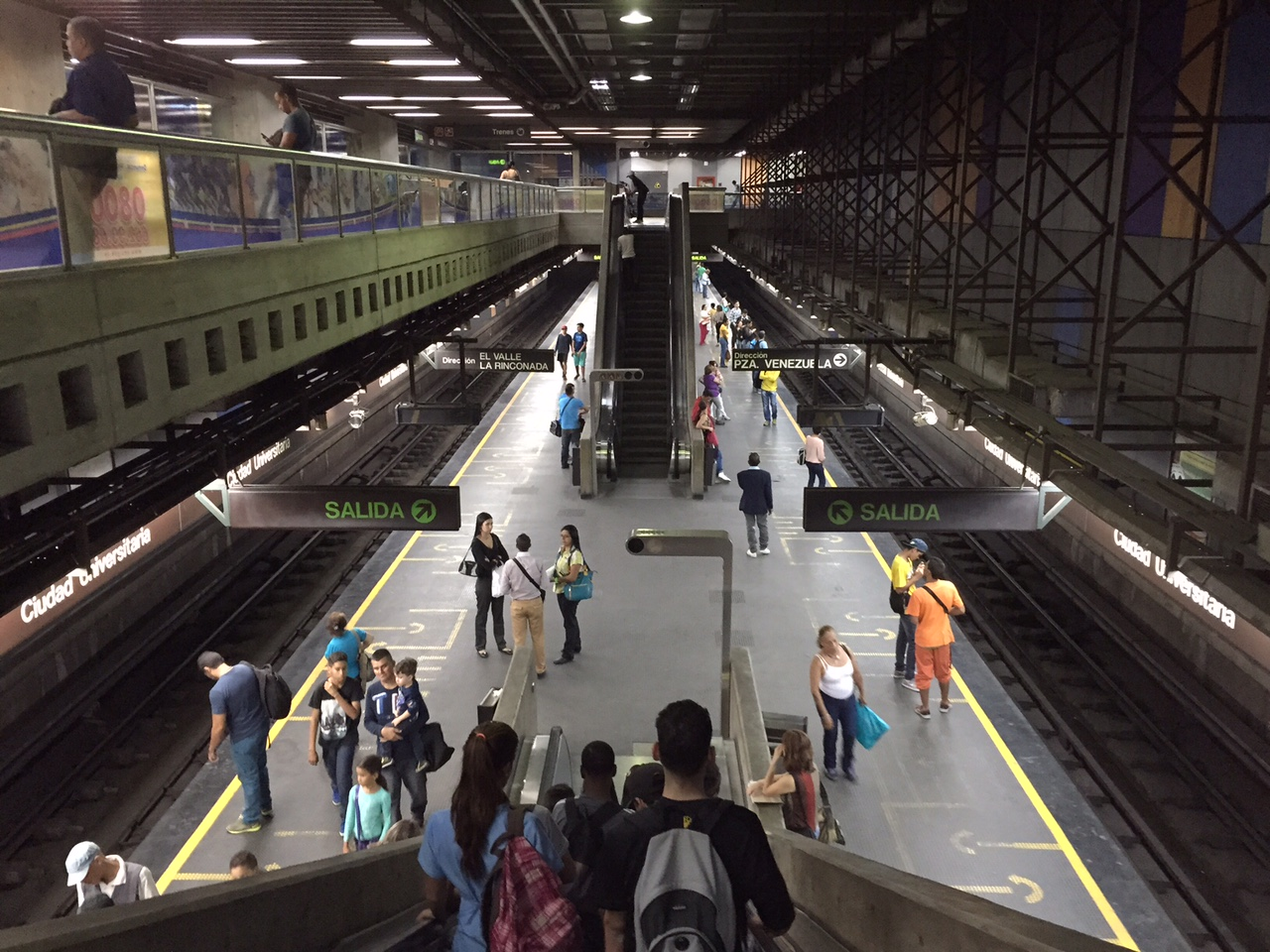
Станція «Ciudad Universitaria»
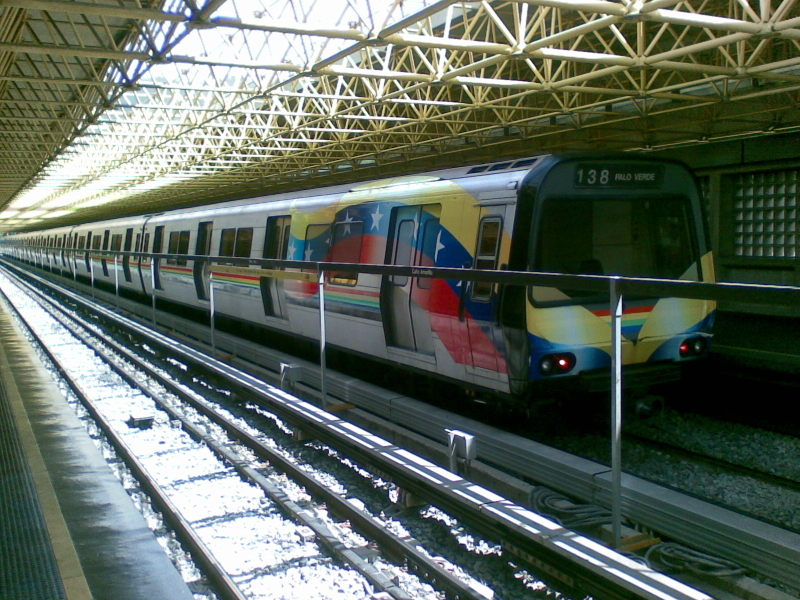
Потяг метрополітену